# Dajmišče
Dajmišče (in lingua russa Даймище) è un paese della Russia, sul fiume Oredež, nell'Oblast' di Leningrado.
Dajmišče fu fondata nel XV secolo come Damišča (Дамища) e ricevette lo status nel 1970.

## Vie principali
- Bol'šoj Prospekt (Corso Grande)
- Naberežnaja (Lungooredež)
- Škol'naja (della Scuola)